# Naarda jucundalis
Naarda jucundalis är en fjärilsart som beskrevs av Pieter Cornelius Tobias Snellen. Naarda jucundalis ingår i släktet Naarda och familjen nattflyn. Inga underarter finns listade i Catalogue of Life.